# Darracq 15 HP
El Darracq 15 HP fue un automóvil lanzado por el fabricante francés Darracq en 1904. Conocido popularmente como "Flying Fifteen" (Quince Volador), en su momento no se correspondía por su aspecto con un coche "deportivo", pero sus prestaciones mecánicas y estabilidad de marcha desmentían esta primera impresión. En el año 2012, uno de estos coches fue vendido en subasta por 178.250 euros.

## Características
El 15 HP fue el descendiente de los coches de carreras con los que compitieron pilotos como J. Edmond, J. Marcellin, Paul Baras o Henri Farman, en pruebas por entonces muy populares, como la París-Berlín, la París-Viena o la París-Madrid.
El coche posee dos filas de asientos, la segunda situada bastante más alta que la primera, y que podía cubrirse con una funda de cuero (en un diseño denominado tonneau). Detrás de un radiador de nido de abeja dorado un capó corto, la columna de la dirección era casi vertical.
Estaba equipado con un motor de 4 cilindros de 3044 cc, con una relación diámetro-carrera de 90 x 120 mm, alimentado por un carburador Zenith. Todas las válvulas estaban dispuestas en el lado izquierdo del motor. Disponía de una magneto Simms-Bosch y de una batería seca en el tablero de instrumentos. La refrigeración estaba resuelta mediante una bomba de agua accionada mecánicamente por un juego de engranajes.
El embrague cónico de cuero estaba situado en la parte trasera del cigüeñal. La caja de cambio disponía de tres velocidades y marcha atrás. El chasis tenía una sección acanalada, con la parte inferior plana.
Las llantas de 815 x 105 mm conforman las ruedas, diseñadas con bastones de madera. La suspensión estaba resuelta mediante muelles semielípticos.

## En la cultura popular

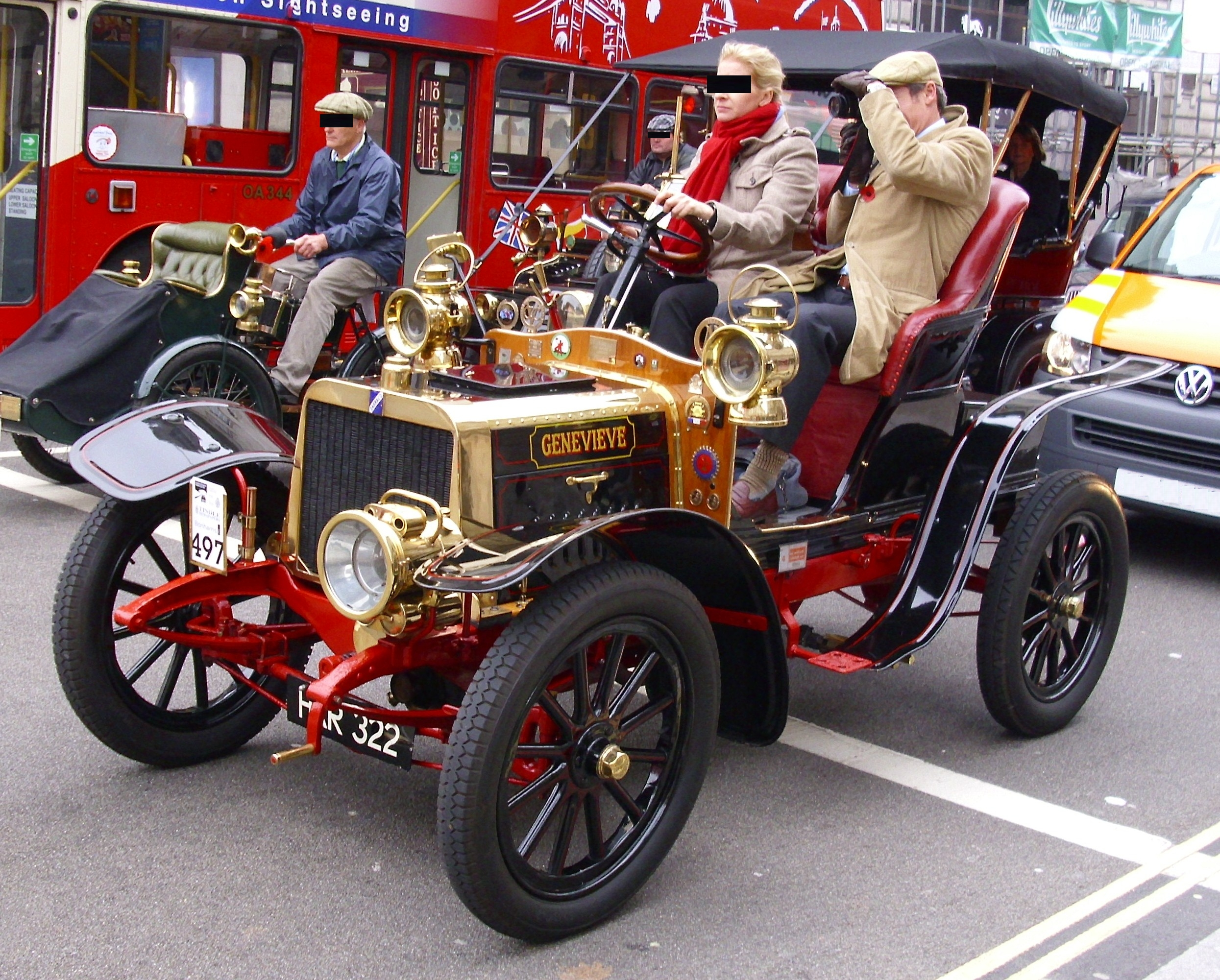
El Darracq protagonista de la película Genevieve

- En 1953, la película británica Genevieve[4] tenía un Darracq de 1904 como protagonista.